# Helianthinae
Helianthinae (Dumort., 1827) è una sottotribù di piante spermatofite dicotiledoni appartenenti alla famiglia Asteraceae (sottofamiglia Asteroideae, tribù Heliantheae).

## Etimologia
Il nome della sottotribù deriva dal suo genere tipo (Helianthus L., 1753) il cui nome a sua volta deriva da due parole greche: "helios" ( = sole)  e "anthos" (= fiore) e si riferisce alle infiorescenze di queste piante formate da capolini rivolti più o meno verso il sole.

Il nome scientifico della sottotribù è stato definito per la prima volta dal botanico, naturalista e politico belga Dumort. (1797 – 1878) in una pubblicazione del 1827.

## Descrizione
Le specie di questa sottotribù hanno un habitus erbaceo (annuale o perenne), arbustivo o sono alberi. Le altezze di queste piante variano da 20 cm fino a 500 cm in caso di alberi.
Le foglie in genere sono cauline, raramente è presente una rosetta basale. La disposizione delle foglie lungo il caule può essere sia alterna che opposta; le foglie possono essere sia picciolate che sessili. La lamina fogliare è sia intera (senza lobi) che sezionata in segmenti con contorno orbicolare, deltato, lanceolato o lineare. La superficie può avere una venatura a forma pennata fino a trinervata (raramente pentanervata) e può essere facilmente pelosa (anche ispida e scabra) anche con ghiandole punteggiate. I margini sono da interi a profondamente seghettati.
Le infiorescenze sono composte da capolini solitari e terminali; raramente in posizione ascellare. Se l'infiorescenza si compone di più capolini, questi sono raggruppati in cime corimbose o panicolate di tipo monocasio o dicasio; in alcuni casi si hanno glomeruli di secondo ordine (genere Lagascea). I peduncoli qualche volta possono presentarsi fistolosi. I capolini sono del tipo discoide o radiato e sono formati da un involucro composto da diverse squame (o brattee) al cui interno un ricettacolo fa da base ai fiori di due tipi: quelli esterni del raggio e quelli più interni del disco. Gli involucri hanno delle forme da cilindriche a emisferiche. Le squame da 4 a 45 sono disposte su più serie (da 2 a 7); sono da subuguali a scalate in altezza; sono per lo più connate e indurite alla base, mentre sono erbacee all'apice (quelle esterne possono essere anche fogliacee); normalmente quelle interne sono più piccole di quelle esterne; le forme sono da ovate a lineari. Il ricettacolo ha una forma da piatta a convessa fino a conica; in genere è provvisto di pagliette a volte persistenti con forme da oblunghe a lineari, talvolta con tre lobi e consistenza da erbacea a scariosa; in certe specie all'antesi s'induriscono e avvolgono l'achenio (genere Sclerocampus).
I fiori sono tetraciclici (a cinque verticilli: calice – corolla – androceo – gineceo) e pentameri (ogni verticillo ha 5 elementi). I fiori del raggio sono assenti oppure variano da 5 a 30; sono neutri, qualche volta con uno stilo vestigiale, oppure hanno le antere fertili; il colore delle corolle varia da giallo-arancio a marrone oppure dal viola al rosso-bruno fino al rossiccio. I fiori del disco sono da 1 (genere Lagascea) a 10-200; sono ermafroditi e fertili, raramente funzionalmente femminili; i colori della corolla sono come quelli dei fiori del raggio; i tubi sono meno lunghi (o uguali) della gola a forma cilindrica o tipo imbuto; gli apici sono più o meno deltati. Le corolle in genere sono pentamere senza fasci vascolari, qualche volta gli apici dei lobi sono provvisti di cellule sclerificate.
L'androceo è formato da 5 stami con filamenti liberi e antere parzialmente saldate in un manicotto circondante lo stilo. I filamenti sono raramente papillosi. Le teche delle antere sono scure (o chiare).
Il gineceo ha un ovario uniloculare infero formato da due carpelli.. Lo stilo è unico e con due stigmi nella parte apicale; possiede inoltre due fasci vascolari. Le superfici stigmatiche degli stigmi sono fuse; gli stigmi sono deltati o qualche volta con lunghi e affusolati apici e qualche volta con strette, cilindriche appendici; possono inoltre essere papillosi.
I frutti sono degli acheni con pappo. Gli acheni sono appiattiti, compressi, biconvessi, clavati, colonnari, obovoidi, obpiramidali o prismatici; raramente a sezione quadrata o cilindrica; in genere sono colorati di nero, striati, da glabri a densamente pubescenti. In genere la lunghezza è il doppio del diametro. Il pappo è assente o più comunemente è formato da due reste inframezzate (o no) da squamelle o da 2 - 8 o più scaglie; qualche volta ha la forma di una corona.

## Distribuzione e habitat
La distribuzione delle specie di questa sottotribù è relativa quasi unicamente all'America. L'habitat varia dalle zone caldo-temperate a quelle subtropicali e tropicali.

## Tassonomia
La circoscrizione e la struttura tassonomica della sottotribù è ancora in via di definizione e di studio. Fino a poco tempo fa la circoscrizione adottata normalmente era quella di H. Robinson (1981). In seguito ricerche di tipo filogenetico tramite l'analisi del DNA  hanno alquanto modificato la struttura tassonomica iniziale. Qui di seguito sono indicate alcune revisioni che un recente studio (2011) di tipo filogenetico ha apportato alla sottotribù rispetto alle versioni precedenti (2005).

Tra le altre modifiche, il genere Aldama è passato da 2 a 118 specie includendo le specie di tre generi ora considerati suoi sinonimi: Alvordia,  Stuessya e Rhysolepis. Cinque nuovi generi (Davilanthus, Dendroviguiera, Gonzalezia, Heiseria e Sidneya) sono stati costituiti dal genere parafiletico Viguiera ora rimasto monotipo. In particolare le specie di Dendroviguiera derivano dalla sezione Maculatae (Panero & Schilling, 1988) di Viguiera; le tre specie di Gonzalezia derivano due da Viguiera (sezione Hypargyrea) e una dal genere Tithonia; le due specie di Heiseria derivano da Viguiera e Tithonia; mentre Sidneya deriva dalla serie Pinnatilobatae di Viguiera.

La sottotribù attualmente comprende 21 generi e circa 350 specie.
| Genere                                                         | N. specie                          | Distribuzione                          |
| -------------------------------------------------------------- | ---------------------------------- | -------------------------------------- |
| Aldama La Llave, 1824                                          | 118 spp.                           | USA, Messico e Sud America             |
| Bahiopsis Kellogg, 1863                                        | 12 spp.                            | USA (sud-ovest) e Messico (nord-ovest) |
| Calanticaria (B.L. Rob. & Greenm.) E.E. Schill. & Panero, 2002 | 5 spp.                             | Messico (settentrionale)               |
| Davilanthus E.E. Schill. & Panero, 2010                        | circa 7 spp.                       | Messico                                |
| Dendroviguiera E.E. Schill. & Panero, 2011                     | circa 14 spp.                      | America                                |
| Gonzalezia E.E. Schill. & Panero, 2011                         | 3 spp.                             | America                                |
| Heiseria E.E. Schill. & Panero, 2011                           | 2 spp.                             | Sud America                            |
| Helianthus L., 1753                                            | circa 50 spp.                      | Nord America                           |
| Heliomeris Nutt., 1848                                         | 5 spp.                             | USA e Messico                          |
| Hymenostephium Benth., 1873                                    | circa 26 spp.                      | Ande e Venezuela                       |
| Iostephane Benth., 1873                                        | circa 4 spp.                       | Messico                                |
| Lagascea Cav., 1803                                            | 9 spp.                             | Messico (meridionale)                  |
| Pappobolus S.F. Blake, 1916                                    | circa 38 spp.                      | Colombia, Ecuador e Perù               |
| Phoebanthus S.F. Blake, 1916                                   | 2 spp.                             | Florida (USA)                          |
| Scalesia Arn., 1836                                            | circa 11 spp.                      | Isole Galapagos                        |
| Sclerocarpus Jacq., 1781                                       | 8 spp.                             | America e Africa                       |
| Simsia Pers., 1807                                             | circa 22 spp.                      | America                                |
| Sidneya E.E. Schill. & Panero, 2011                            | 2 spp.                             | America                                |
| Syncretocarpus S.F. Blake, 1916                                | 2 spp.                             | Perù                                   |
| Tithonia Desf., 1789                                           | circa 11 spp.                      | America                                |
| Viguiera Kunth, 1818                                           | 1 sp. (V. dentata (Cav.) Spreng. ) | America                                |

Il numero cromosomico delle specie di questa sottotribù varia da 2n = 16 a 2n = 68 (il numero più frequente è 2n = 34).

### Filogenesi

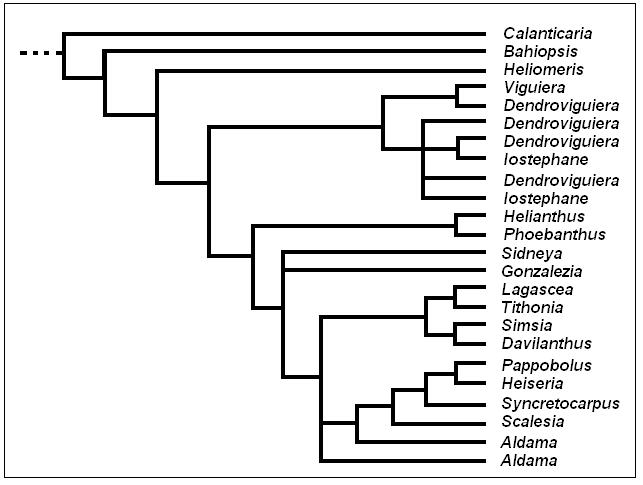
Cladogramma della tribù

Il cladogramma a lato tratto dallo studio citato e semplificato dimostra i rapporti filogenetici fra i vari generi della sottotribù.

Il "gruppo basale" è costituito dai tre generi: Calanticaria, Bahiopsis e Heliomeris; in particolare il genere Calanticaria risulta “gruppo fratello” di tutto il resto della sottotribù. Le specie di questi tre generi tradizionalmente erano descritti all'interno del genere Viguiera che, ora circoscritto ad una sola specie (V. dentata), dalle analisi filogenetiche risulta uno dei cladi che più precocemente si sono isolati nell'ambito della sottotribù; questo viene convalidato anche dalle analisi morfologiche: V. dentata ha una caratteristica apomorfia (unica nelle Helianthinae) con i filamenti delle antere vistosamente pubescenti. I generi Dendroviguiera e Iostephane per il momento non risultano monofiletici, sono necessari quindi ulteriori approfondimenti nell'analisi dei rapporti tra questi due generi, ma anche con il genere Viguiera. I generi Phoebanthus e Helianthus occupano una posizione particolare in quanto sono gli unici generi nativi quasi esclusivamente della parte orientale del Nord America e inoltre occupano la posizione come “gruppo fratello” del resto del clade. La monofilia del genere Sidneya è fortemente sostenuta sia dai dati ricavati dalle analisi del DNA del plastidio che dall'analisi morfologica: questo gruppo è caratterizzato da un'abitudine arbustiva con la lamina fogliare lobata e pennata e frutti acheni privi di pappo. Anche il nuovo genere Gonzalezia è ben supportato dalle analisi filogenetiche. Il successivo clade (quello più recente) si suddivide in tre sottocladi. Il primo sottoclade è formato dai generi Lagascea e Tithonia e dai generi Simsia e Davilanthus; mentre il secondo e terzo sottoclade evidenzia la parafilia di Aldama. Questo genere ultimamente è stato vistosamente ri-circoscritto passando da 2 specie alle 118 attuali assorbendo tra l'altro le specie dei tre generi (Alvordia, Rhysolepis e Stuessya). Le analisi fin qui fatte presentano ancora diverse incongruenze e lacune per cui sono necessari ulteriori studi per migliorare la conoscenza di questa parte del gruppo Helianthinae.

### Chiave per i generi
Per meglio comprendere ed individuare i vari generi della sottotribù l'elenco seguente utilizza il sistema delle chiavi analitiche:
- Gruppo 1A: i filamenti staminali (delle antere) sono pubescenti;

genere Viguiera (specie V. dentata).
- Gruppo 1B: i filamenti staminali (delle antere) sono glabri;

- Gruppo 2A: le infiorescenze sono composte da densi raggruppamenti di capolni; i fiori per capolino sono da 1 a 8;

- Gruppo 3A: le piante sono delle erbe annuali; il colore dei fiori è verdastro-bianco;

genere Hymenostephium (specie H. rivularis).
- Gruppo 3B: le piante sono degli arbusti o erbe; il colore dei fiori è giallo, bianco o porpora; gli acheni sono privi di pappo, oppure il pappo è formato da 2 - 15 reste barbate, o scaglie oppure un anello di setole;

- Gruppo 4A: gli acheni sono privi di pappo e sono glabri;

genere Calanticaria (specie H. oligocephala).
- Gruppo 4B: gli acheni normalmente hanno un pappo formato da reste o setole; l'achenio è pubescente almeno all'apice;

- Gruppo 5A: le piante sono degli arbusti; l'involucro primario è scarioso; i capolini in gruppo non sono sottesi da un involucro secondario;

genere Aldama.
- Gruppo 5B: le piante sono degli arbusti o delle erbe; l'involucro primario è erbaceo; i capolini in gruppo sono sottesi da un involucro secondario;

genere Lagascea.
- Gruppo 2B: le infiorescenze sono più lasse; i fiori per capolino sono maggiori di 8; il pappo è formato da un corto bordo di ciglia fimbriate;

- Gruppo 6A: a maturazione le pagliette marginali del ricettacolo più grandi racchiudono gli acheni dei fiori del disco;

- Gruppo 7A: a maturazione le pagliette marginali del ricettacolo sono ispessite e sclerificate con superficie spesso tubercolata;

genere Sclerocarpus.
- Gruppo 7B: a maturazione le pagliette marginali del ricettacolo sono membranacee o cartacee, la superficie è irregolarmente rugosa;

genere Aldama.
- Gruppo 6B: a maturazione le pagliette marginali del ricettacolo non racchiudono gli acheni dei fiori del disco

- Gruppo 8A: i fiori del disco (e quelli del raggio se presenti) sono bianchi; le pagliette del ricettacolo sono trilobate;

genere Scalesia.
- Gruppo 8B: i fiori non sono bianchi, ma gialli o porpora, rosati, rossastri o brunastri; le pagliette del ricettacolo sono oppure no lobate;

- Gruppo 9A: gli acheni dei fiori del disco contengono elaisomi, spesso con margini simili al sughero;

genere Syncretocarpus.
- Gruppo 9B: gli acheni dei fiori del disco sono privi di elaisomi, e i margini non sono simili al sughero;

- Gruppo 10A: i peduncoli delle infiorescenze sono fistolosi; le pagliette del ricettacolo normalmente sono rigide, acuminate o aristate;

genere Tithonia.
- Gruppo 10B: i peduncoli delle infiorescenze non sono fistolosi; le pagliette del ricettacolo sono di vario tipo;

- Gruppo 11A: gli ovari dei fiori del raggio sono lunghi e stretti; gli stigmi sono lunghi e affusolati, ma con solamente una piccola appendice terminale; i lobi della corolla dei fiori del disco sono provvisti di cellule sclerificate; i connettivi delle antere sono spesso setolosi; gli acheni sono talvolta piatti e con un ampio anello apicale; i dischi nodali sono presenti;

genere Simsia.
- Gruppo 11B: gli ovari dei fiori del raggio sono corti e ampi; gli stigmi sono deltati o con evidenti appendici terminali; i lobi della corolla dei fiori del disco sono provvisti di poche cellule sclerificate; i connettivi delle antere sono glabri; gli acheni non sono piatti; i dischi nodali sono assenti;

- Gruppo 12A: le squame dell'involucro sono disposte su 1 - 2 serie; i capolini sono subglobosi o campanulati (altezza 5,5 - 10 mm; larghezza 3 - 12 mm); le foglie sono provviste di uno snello picciolo ed hanno una lamina a forma ovata con margini seghettati;

genere Hymenostephium.
- Gruppo 12B: le squame dell'involucro sono disposte su 2 - 7 serie; i capolini sono ampiamente da campanulati a emisferici o sono cilindrici con ampiezze superiori ai 12 mm; la lamina fogliare ha varie forme, ma raramente è provvista di un picciolo con una lamina a forma ovata con dei margini seghettati;

- Gruppo 13A: le piante hanno un habitus erbaceo;

- Gruppo 14A: le piante sono provviste di una rosetta basale di foglie alla base di cauli legnosi; gli acheni hanno una sezione quadrata;

genere Iostephane.
- Gruppo 14B: le piante non sono rosulate, o se lo sono i cauli non sono legnosi; gli acheni hanno una forma biconvessa;

- Gruppo 15A: gli stigmi sono lunghi e affusolati e con evidenti appendici terminali; le pagliette del ricettacolo normalmente sono trilobate;

- Gruppo 16A: i lobi laterali delle pagliette del ricettacolo sono quasi lunghi come quello centrale; il pappo è persistente, formato da 1 - 2 piccole reste e un numero indefinito di minute setole; la parte sotterranea del fusto è formata da piccole e snelli tuberi;

genere Phoebanthus.
- Gruppo 16B: i lobi laterali delle pagliette del ricettacolo sono molto più corti di quello centrale; il pappo e deciduo, formato normalmente da due evidenti reste talvolta insieme a poche e corte scaglie, in altri casi è assente; i tuberi se presenti sono piuttosto robusti;

genere Helianthus.
- Gruppo 15B: gli stigmi sono corti ed ampi, con apici deltati e solo con una corta appendice terminale; le pagliette del ricettacolo non sono lobate;

- Gruppo 17A: gli acheni sono provvisti di un pappo formato da due reste inframezzate da scaglie;

- Gruppo 18A: le piante hanno un ciclo biologico annuale; gli involucri sono formati da 2 - 3 serie di squame;

genere Heiseria.
- Gruppo 18B: le piante hanno un ciclo biologico perenne; gli involucri sono formati da 3 - 5 serie di squame;

- Gruppo 19A: l'habitus delle piante è quello di robuste erbacee perenni con pochi grandi capolini (diametro maggiore di 2,5 cm); le foglie sono sessili, poco o densamente pubescenti nella parte inferiore;

genere Gonzalezia.
- Gruppo 19B: le piante hanno cicli biologici perenni con svariati tipi di habitus, ma normalmente non sono robuste, spesso con diversi steli fertili con capolini minori di 2 cm di diametro; le foglie sono picciolate o sessili, glabre o densamente pubescenti nella parte inferiore;

genere Aldama.
- Gruppo 17B: gli acheni sono privi di pappo;

- Gruppo 20A: le squame dell'involucro sono disposte su 2 serie, hanno gli apici acuti; le foglie normalmente sono lineari o lanceolate;

genere Heliomeris.
- Gruppo 20B: le squame dell'involucro sono disposte su 3 - 5 serie, e quelle più interne hanno degli apici arrotondati, ampi e membranosi;

genere Aldama.
- Gruppo 13B: le piante hanno un habitus legnoso, arbustivo o tipo albero;

- Gruppo 21A: gli acheni sono privi di pappo e le foglie hanno la lamina del tipo pennato-lobata;

genere Sidneya.
- Gruppo 21B: gli acheni sono provvisti di pappo, se privi del pappo allora le foglie sono intere (non lobate);

- Gruppo 22A: le infiorescenze sono formate da capolini solitari e terminali;

genere Calanticaria.
- Gruppo 22B: le infiorescenze sono ramificate e formate da 2 - 3 o più capolini;

- Gruppo 23A: i piccioli delle foglie sono lunghi meno di 3 mm in combinazione con lamine lunghe meno di 40 mm; il contorno delle lamina è intero o subintero;

genere Aldama.
- Gruppo 23B: i piccioli delle foglie sono lunghi tipicamente più di 3 mm, se sono corti allora la lamina della foglie è lunga meno di 35 mm; il contorno delle lamina è intero o seghettato;

- Gruppo 24A: le foglie sono provviste di tricomi ghiandolari debolmente subsessili sulla faccia inferiore, quelle inferiori di solito hanno una lamina a forma ovale o deltoide e alla base sono trinervate con vene nude;

genere Davilanthus.
- Gruppo 24B: le foglie sulla faccia inferiore sono provviste di tricomi ghiandolari subsessili, se i tricomi sono debolmente subsessili allora le foglie sono prive di vene nude basali;

- Gruppo 25A: il pappo dei fiori del disco è caduco, oppure è formato da alcune reste o da due reste con (o senza) squamelle; l'habitus delle piante è arbustivo o subarbustivo e la distribuzione è relativa al Sud America;

genere Pappobolus.
- Gruppo 25B: il pappo dei fiori del disco è persistente, normalmente con due reste inframezzate da squamelle; l'habitus delle piante è arbustivo o formato da alberi e la distribuzione è relativa Nord America (sud ovest), Messico e America Centrale;

- Gruppo 26A: le squame dell'involucro hanno una base oblunga e indurita e corti apici erbacei a forma triangolare; il pappo è formato da ampie reste maggiori di 0,3 mm; la parte abassiale delle foglie normalmente non è densamente pubescente; l'habitus delle piante è arbustivo o formato da alberi e la distribuzione è relativa alle foreste decidue tropicali del centro o sud del Messico con una specie in Costa Rica e a Panama;

genere Dendroviguiera.
- Gruppo 26B:  le squame dell'involucro hanno una base ovata e indurita e erbacea con apici bruscamente ristretti e allungati; il pappo è formato da strette reste minori di 0,2 mm; la parte abassiale delle foglie normalmente è o densamente pubescente o resinosa; l'habitus delle piante è formato da arbusti xerofili con una distribuzione relativa alla California e al Messico;

genere Bahiopsis.

### Sinonimi
- Lagasceinae Benth. & Hook. f., 1873

## Alcune specie

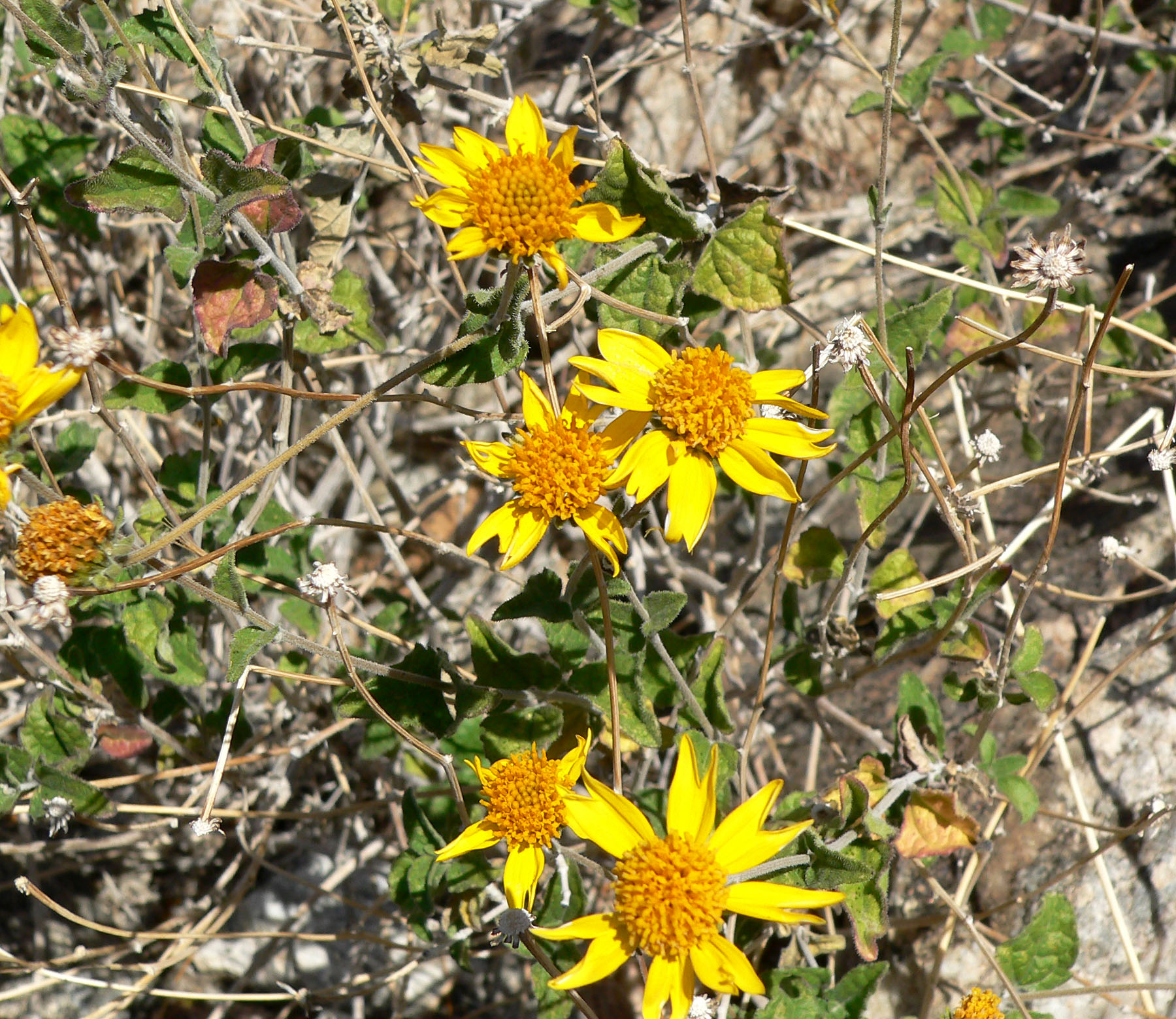
Bahiopsis parishii
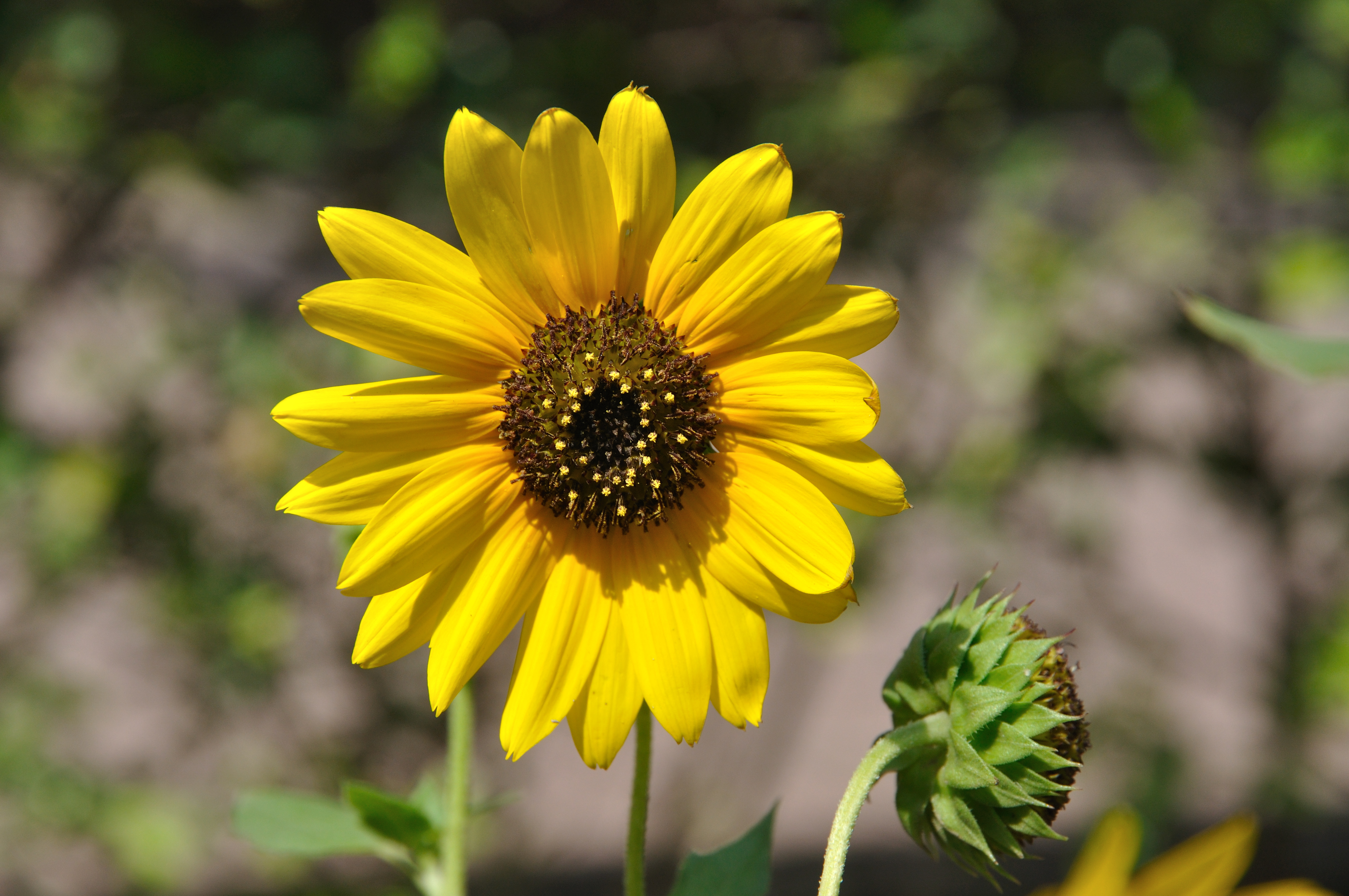
Helianthus debilis
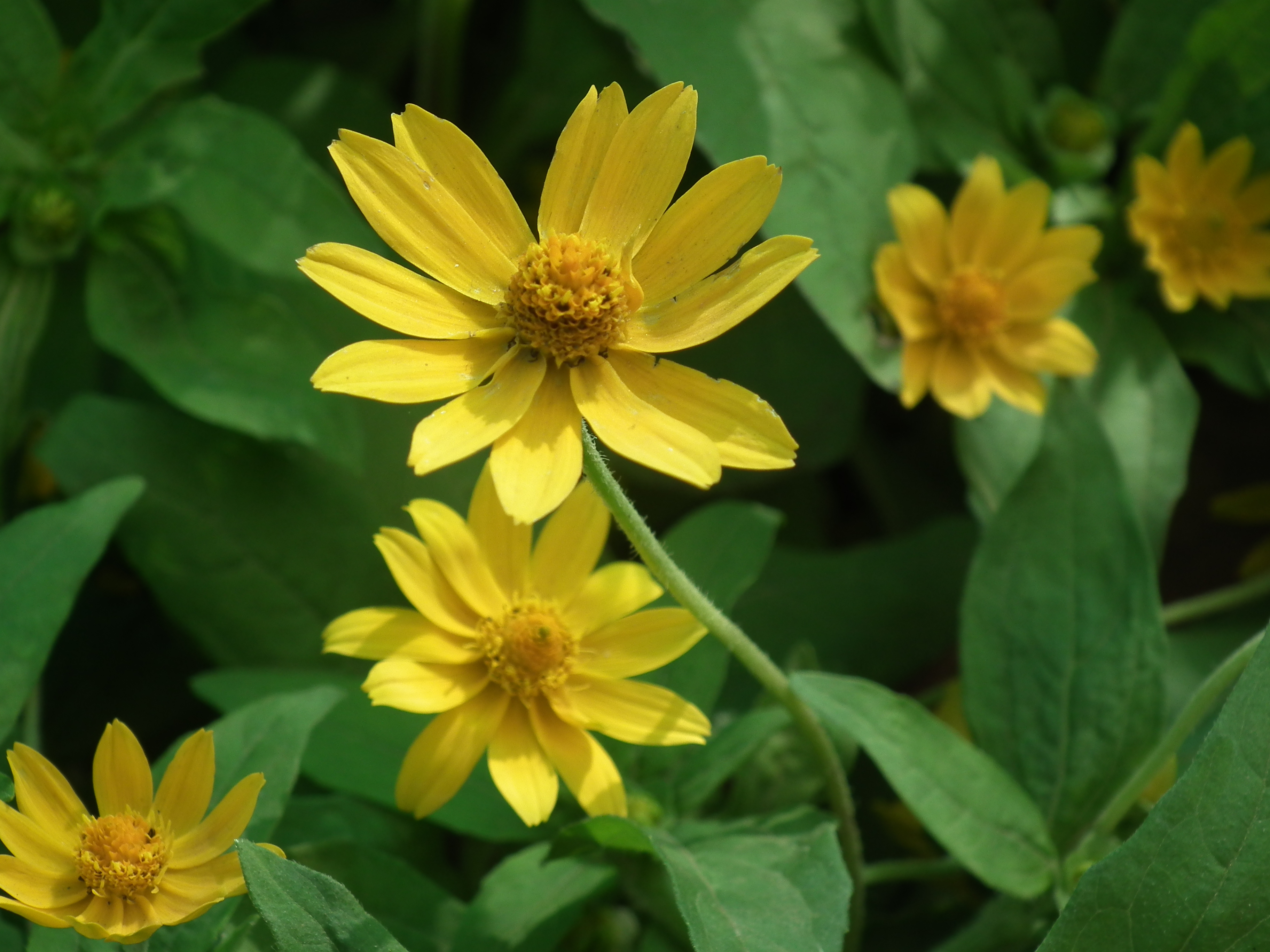
Pappobolus microcephalus
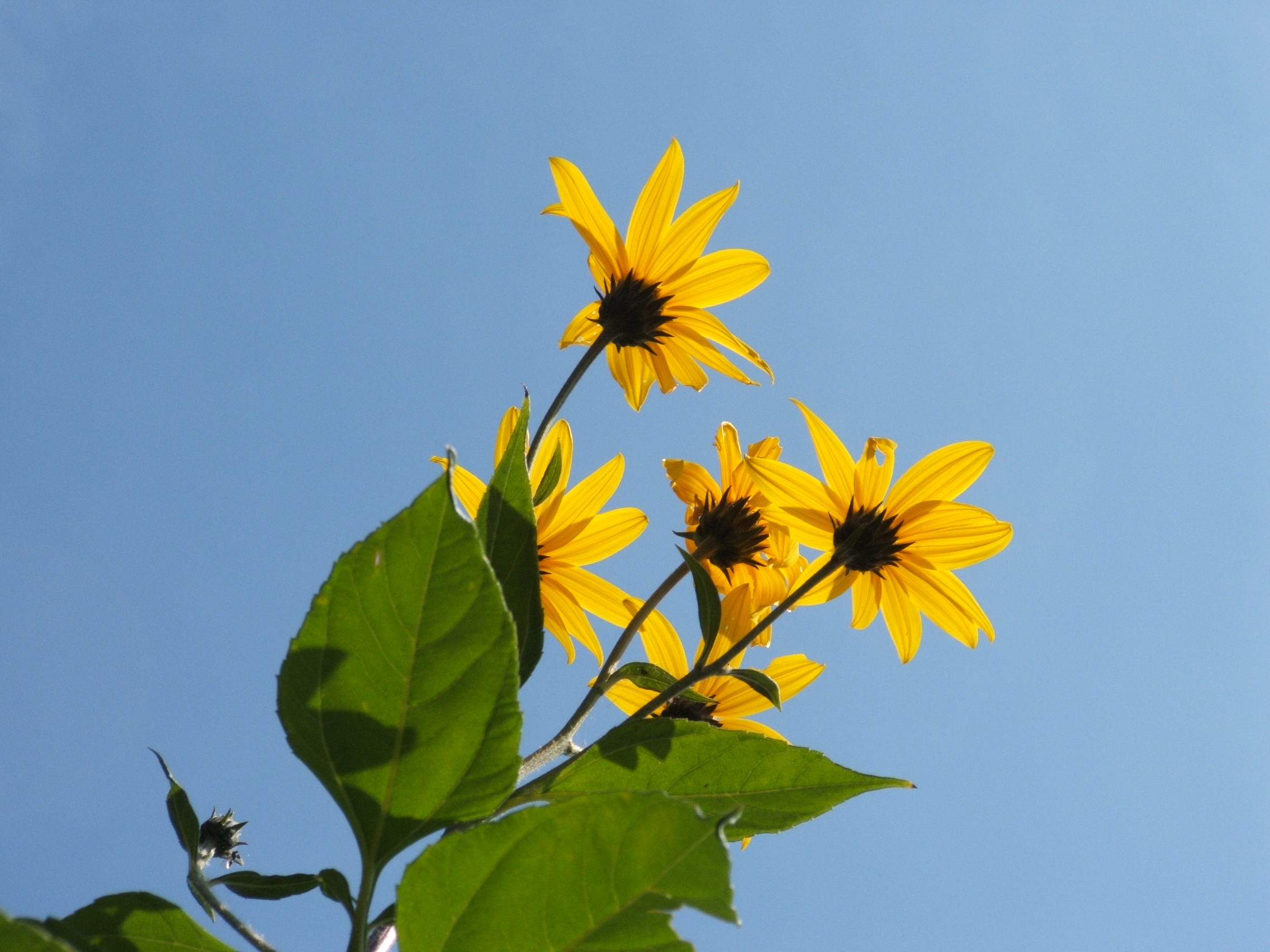
Helianthus tuberosus
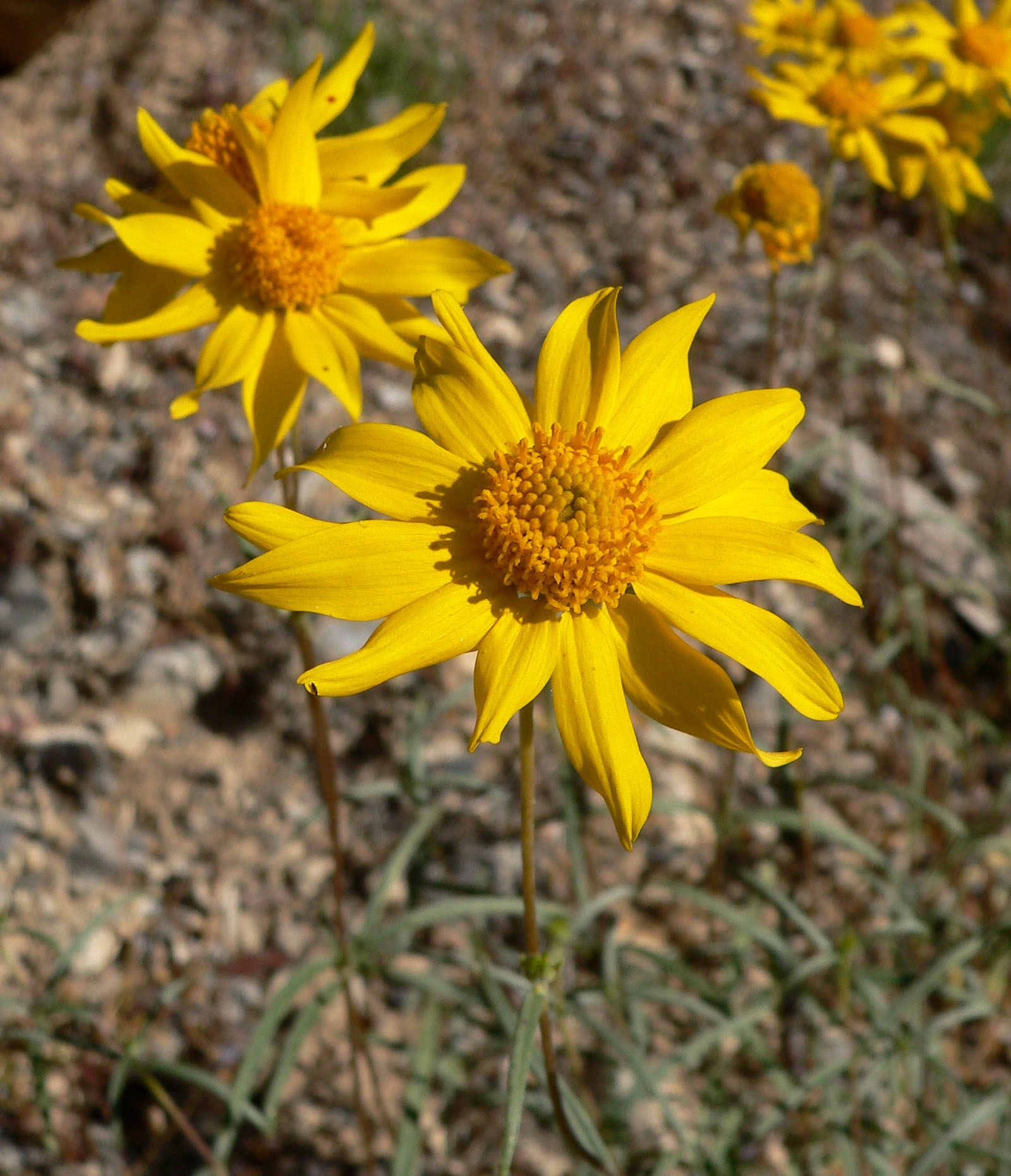
Heliomeris multiflora
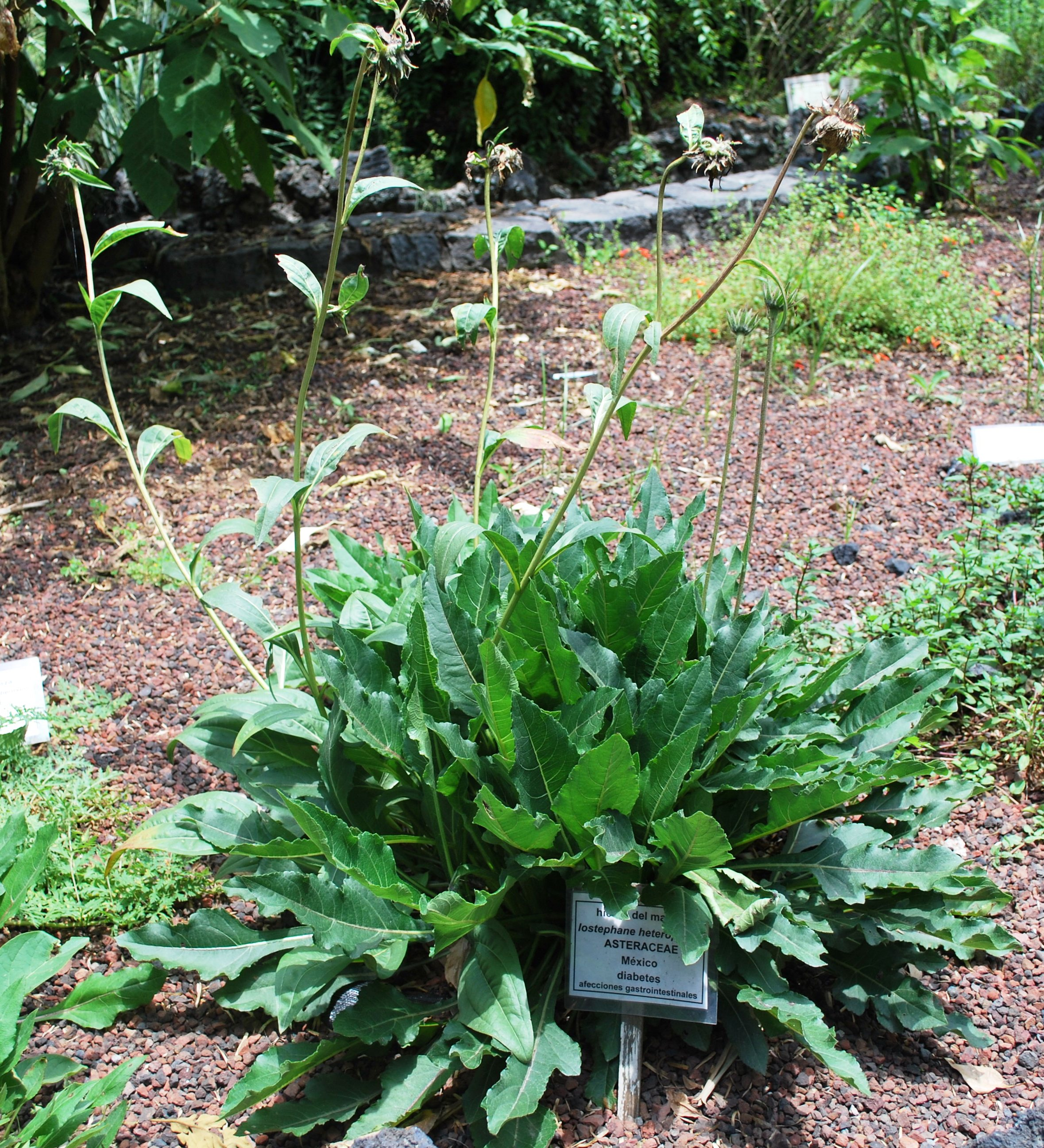
Iostephane heterophylla
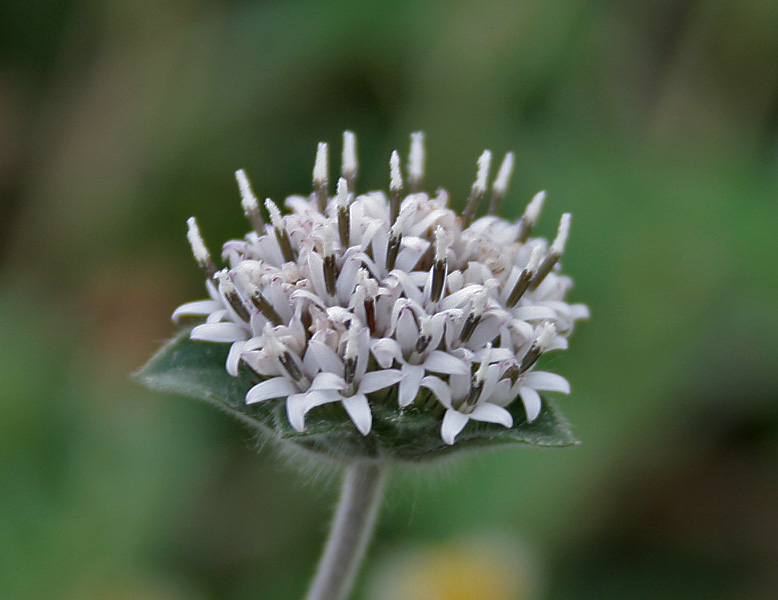
Lagascea mollis
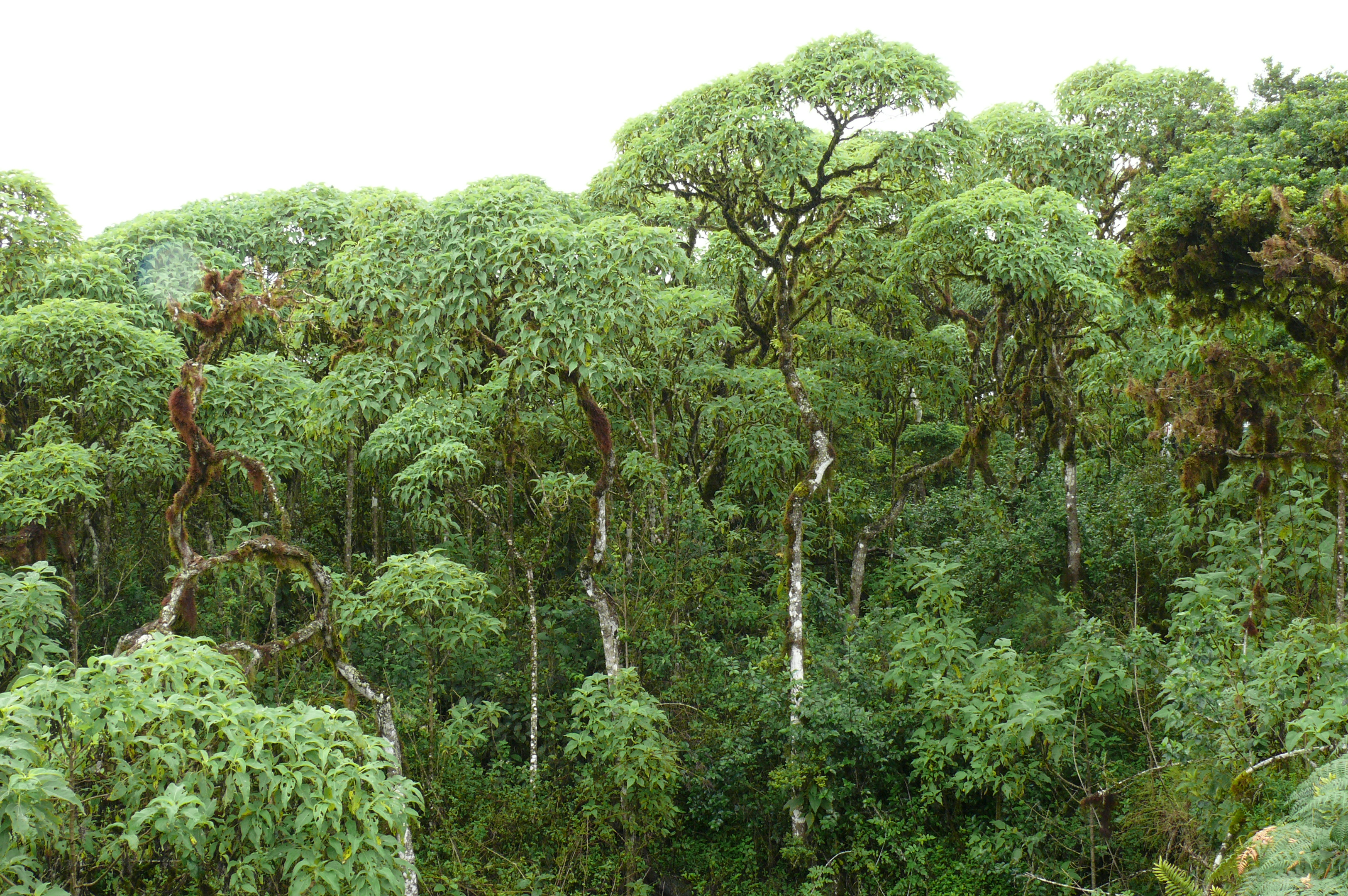
Scalesia pedunculata
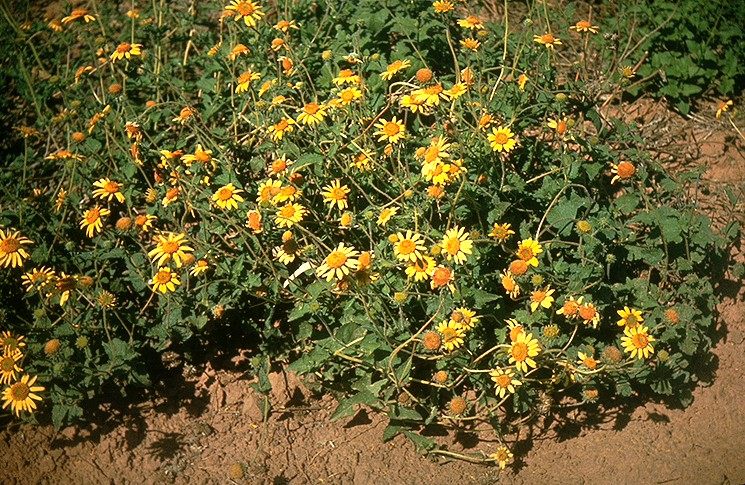
Simsia calva
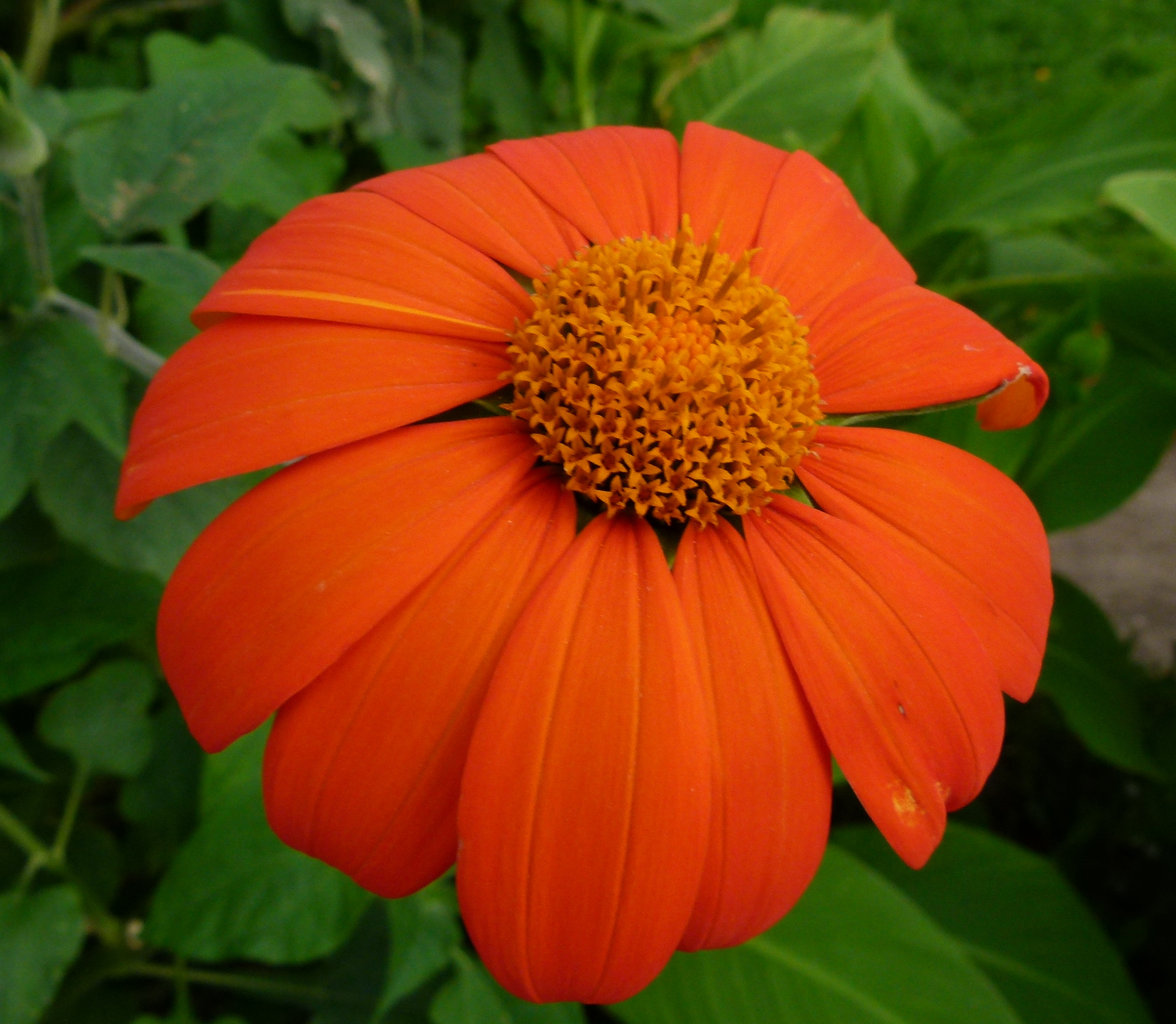
Tithonia rotundifolia
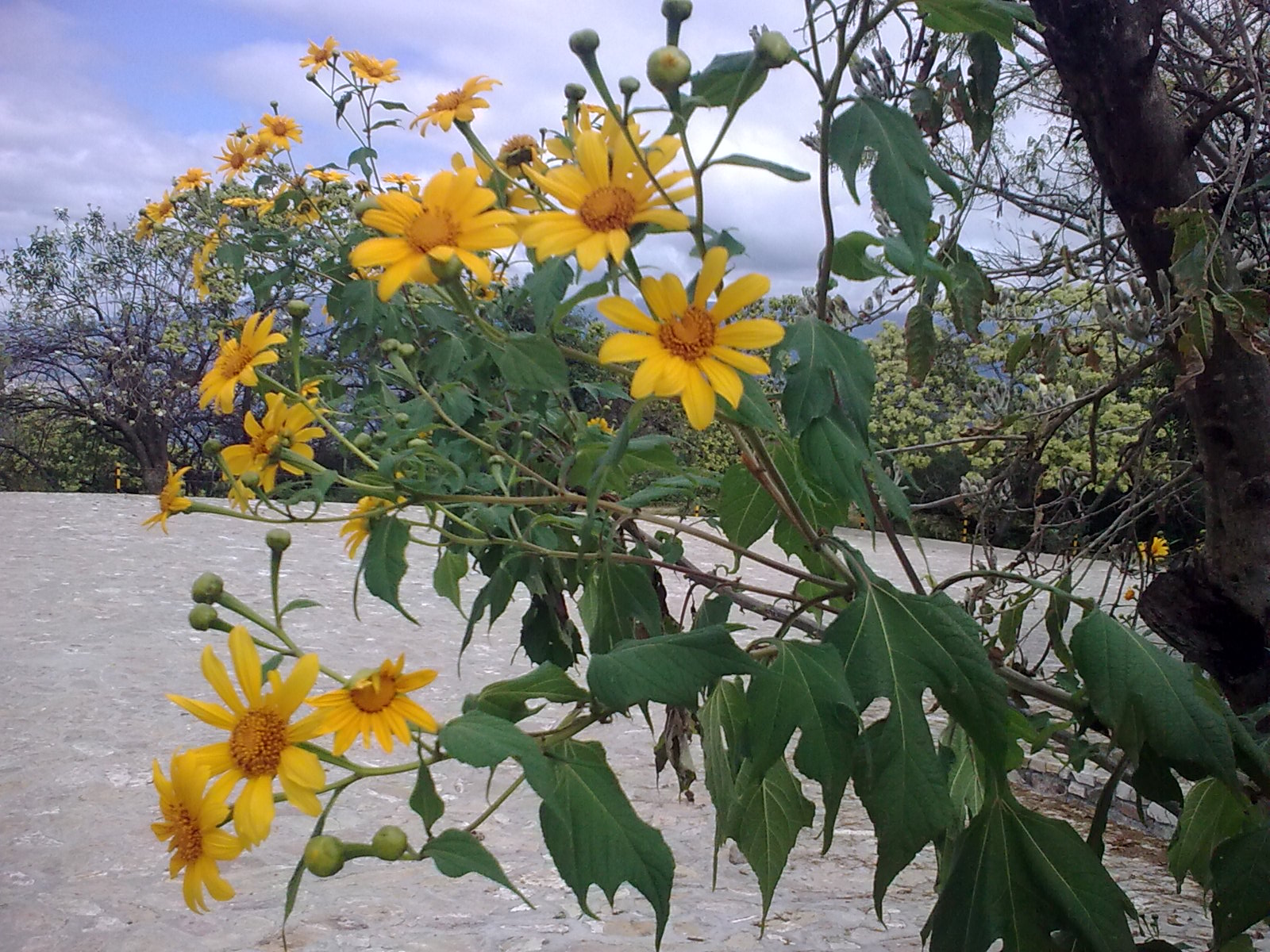
Tithonia diversifolia